# Ендогенни процеси
Ендогенните процеси са процеси, свързани с енергията, възникваща в недрата на Земята.
Основните източници на енергия за ендогенните процеси се явява високата температура и преразпределението на материалите в недрата на Земята в зависимост от тяхната плътност, т.нар. гравитационна диференциация. Високата температура в недрата на Земята, по мнението на повечето от учените има предимно радиационен произход. Радиоактивната топлина повишава пластичността на материалите, способства за тяхната диференциация, а последната ускорява преносът на топлина към повърхността. Съчетанието на тези процеси довежда до неравномерния пренос на топлина и по-леки вещества към повърхността, което, в крайна сметка, може да обясни наличието в историята на земната кора на тектоно-магматичните цикли. Пространствените неравномерности в тези дълбочинни процеси обясняват разпределението на земната кора на повече или по-малко активни области, наименувани съответно геосинклинали и платформи.
Към ендогенните процеси се отнасят тектонските епейрогенни (колебателни) движения на земната кора, магматизма, метаморфизма и сеизмичната активност.
- Тектонските епейрогенни (колебателни) движения (вертикални и хоризонтални) създават най-големите форми на релефа (мегарелеф) – големи равнинни територии и обширни планински области.
- Магматизмът се проявява в интрузивна и ефузивна форма. Тези процеси са най-характерни за границите на литосферните плочи, рифтовите зони, съвременните геосинклинали, зоните на млади и малко по-стари планини и средищните океански хребети.
- Метаморфизмът представлява изменение на скалите в недрата на Земята под въздействието на високата температура, високото налягане и други преобразувания. При този процес се наблюдават няколко вида метаморфизъм: динамометаморфизъм, термометаморфизъм, контактен метаморфизъм (прекристализация на скалите с изменение на техните химични и минерални свойства) и хидротермален метаморфизъм.
- Сеизмичната активност се проявява под формата на земетресения, които са характерни най-вече за геосинклиналните области.[1]

С ендогенните процеси са свързани формирането на релефа на Земята и образуването на много важни полезни изкопаеми. Антипод на на ендогенните процеси са екзогенните процеси.